# Пигитс, Зигурдс Маргорович
Зигурдс Маргорович Пигитс (латыш. Zigurds Pigits; 10 декабря 1923, Рига — 27 февраля 1989, Балдоне) — латвийский и советский шахматист, шахматный композитор и тренер. В составе сборной Латвии победитель командного чемпионата СССР по шахматной композиции.

## Биография
Родился в Риге, где окончил среднюю школу. С 1944 года работал на педагогической работе - сначала учителем в школе в Даугмале, потом инспектором в отделе образования Балдонского района и учителем истории в средней школе города Балдоне. В 1969 году закончил отделение истории искусства в Латвийской Академии художеств.
Параллельно работе в школе много времени уделял шахматам. Уже в 1938 году была опубликована его первая шахматная композиция, а в последующие годы около 150 разных композиции увидело свет в разных изданиях. Пигитс был одним из самых разносторонних шахматных композиторов Латвии. Пять раз стартовал в финалах личных чемпионатов СССР по шахматной композиции, три раза побеждал в первенствах Латвии по шахматной композиции. 1957 году в составе сборной Латвии стал победителем командного чемпионата СССР по шахматной композиции. 1959 году победил на конкурсе ФИДЕ в разделе обратного мата.
Начиная с 1949 года участвовал и в очных шахматных соревнованиях. В 1956 году вместе со сборной Латвии, в составе которой выступали Марк Пасман, Игорь Жданов, Роберт Скуя, выиграл командное первенство СССР среди сельских шахматистов. В чемпионатах Латвии по шахматам успехи Пигитса были скромнее - он только в 1953 и 1957 годах достигал финальной стадии чемпионатов, но в полуфинале 1953 года в увлекательной борьбе сумел победить будущего чемпиона Латвии того года и будущего чемпиона мира по шахматам Михаила Таля.
Пигитс также играл шахматы по переписке. Здесь его самый большой успех - победа в чемпионате Латвии по переписке среди сельских шахматистов в 1985 - 1986 годах.
В 1960 году был основателем шахматного клуба города Балдоне и успешно работал там как тренер. Был первым тренером будущего гроссмейстера Зигурда Ланки и многократной чемпионки Латвии по шахматам Астры Кловане.

## Турнир памяти
В начале июля 2017 года в Балдоне прошел первый турнир памяти Зигурда Пигитса по быстрым шахматам, который организовал гроссмейстер Зигурд Ланка. По состоянию на 2025 год турнир стал традиционным, проведено уже 9 турниров с участием латвийских и зарубежных спортсменов.